# 카살보르고네
카살보르고네는 피에몬테주의 토리노 광역시에 있는 이탈리아의 코무네로, 토리노 북동쪽으로 약 20 킬로미터 (12 mi) 떨어져 있다.
카살보르고네는 다음 코무네와 접한다: 산세바스티아노다포, 라우리아노, 카스타녜토포, 리발바, 토넨고, 아라멩고, 베르차노디산피에트로, 친차노.